# ウォーターヘン川 (マニトバ州)

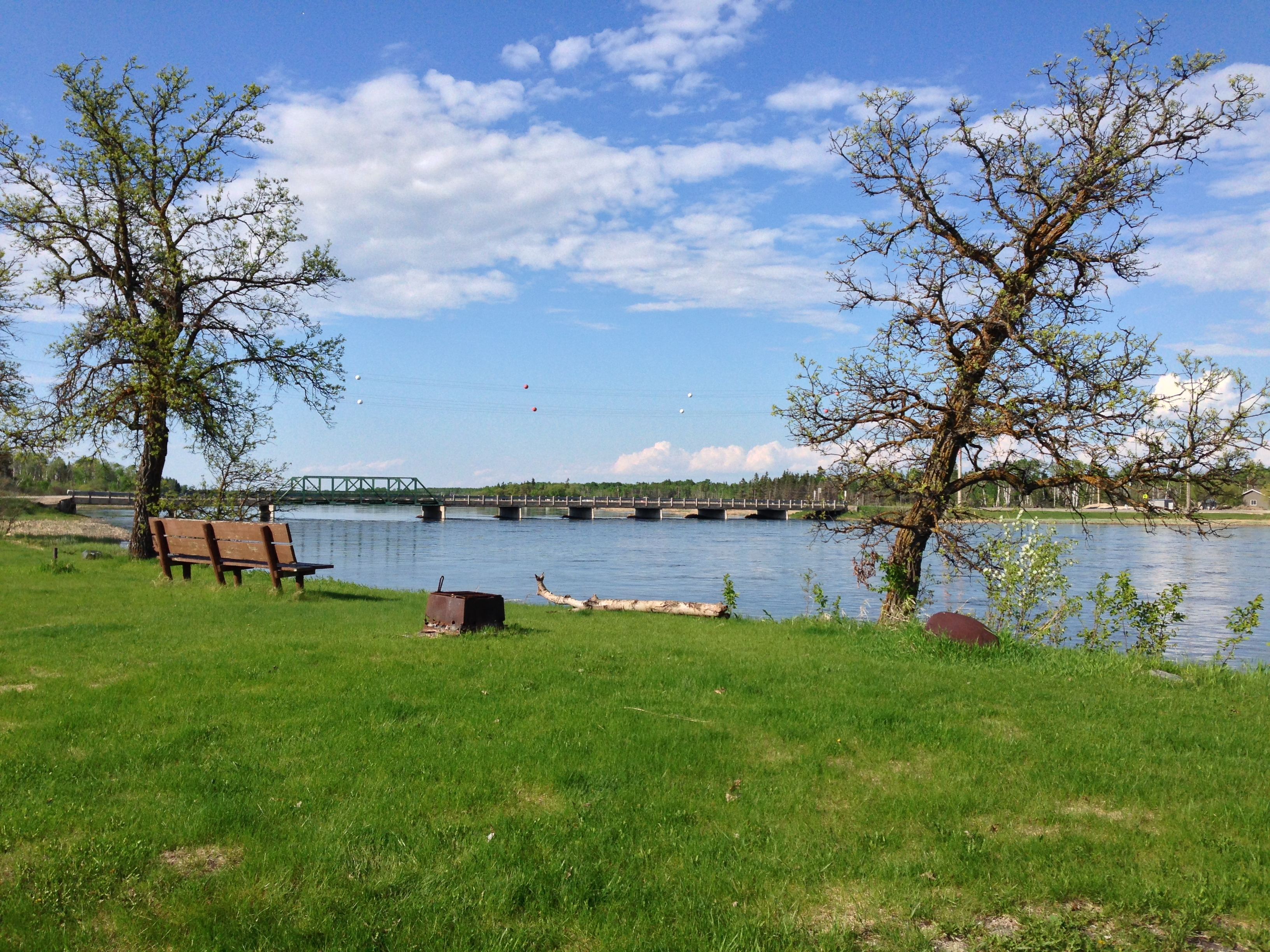
ウォーターヘン川

ウォーターヘン川（ウォーターヘンがわ）は、カナダのマニトバ州を流れる川。ウィニペゴシス湖からマニトバ湖への水の流出路である。
ウィニペゴシス湖南端部のロングアイランド湾からウエストウォーターヘン川とリトルウォーターヘン川が北へ約16キロメートル流れ、ウォーターヘン湖へ注ぐ。そこからウォーターヘン川が南へ約22キロメートル流れ、マニトバ湖へ注いでいる。